# Tobias Foss
Tobias Svendsen Foss (Vingrom, 25 mei 1997) is een Noors wielrenner die sinds 2024 rijdt voor INEOS Grenadiers.

## Carrière
Als junior werd Foss vijftiende op het wereldkampioenschap tijdrijden in 2014. Eerder dat jaar was hij al derde geworden op zowel het Europese als het nationale kampioenschap. Een jaar later won hij zowel het nationale kampioenschap tijdrijden als de wegwedstrijd, werd hij achter Nikolaj Ilitsjev tweede op het Europese kampioenschap tijdrijden en werd hij achtste op het wereldkampioenschap.
In april 2016 won Foss, met een Noorse selectie, de openingsploegentijdrit van de ZLM Tour. Na drie etappes eindigde Foss op de derde plaats in het algemeen klassement, achter zijn teamgenoten Amund Grøndahl Jansen en Markus Hoelgaard. Later die maand werd hij vierde in de Himmerland Rundt. Op het nationale kampioenschap tijdrijden werd hij elfde, waarmee hij de beste belofte was en zo die titel op zijn naam schreef.
In 2017 won Foss het jongerenklassement van de Ronde van Noorwegen. De Australiër Robert Power en Wilmar Paredes uit Colombia eindigden met respectievelijk 22 en 29 seconden achterstand op de dichtste ereplaatsen.
Op 18 september 2022 werd Foss op 25-jarige leeftijd wereldkampioen tijdrijden in het Australische Wollongong.

## Overwinningen
2015
 Noors kampioen tijdrijden, Junioren
 Noors kampioen op de weg, Junioren
2016
1e etappe ZLM Tour (ploegentijdrit)
 Noors kampioen tijdrijden, Beloften
2017
Jongerenklassement Ronde van Noorwegen
2018
Jongerenklassement Ronde van Slowakije
2019
Eindklassement Ronde van de Toekomst
2021
 Noors kampioen tijdrijden, Elite
 Noors kampioen op de weg, Elite
2022
 Noors kampioen tijdrijden, Elite
 Wereldkampioen tijdrijden, Elite
2023
3e etappe Parijs-Nice (ploegentijdrit)
2024
1e etappe Ronde van de Alpen
Puntenklassement Ronde van de Alpen
2025
 Noors kampioen tijdrijden, elite

## Resultaten in voornaamste wedstrijden
| Jaar | Ronde van Italië | Ronde van Frankrijk | Ronde van Spanje |
| ---- | ---------------- | ------------------- | ---------------- |
| 2020 | opgave           |                     |                  |
| 2021 | 9e               |                     |                  |
| 2022 | 54e              |                     |                  |
| 2023 |                  |                     |                  |
| 2024 | 79e              |                     |                  |
| 2025 |                  | 70e                 |                  |

| Jaar | Milaan-San Remo | Gent-Wevelgem | Amstel Gold Race | Luik-Bast.‑Luik | Ronde van Lombardije | Waalse Pijl |  | WK op de weg |
| ---- | --------------- | ------------- | ---------------- | --------------- | -------------------- | ----------- |  | ------------ |
| 2020 |                 |               |                  |                 |                      |             |  |              |
| 2021 |                 |               |                  |                 |                      |             |  |              |
| 2022 |                 |               |                  |                 | opgave               |             |  | 84e          |
| 2023 |                 |               |                  |                 |                      |             |  |              |
| 2024 |                 |               |                  |                 |                      |             |  | opgave       |
| 2025 | 43e             | 77e           | opgave           | opgave          |                      | 89e         |  |              |

### Resultaten in kleinere rondes
| Jaar | UAE Tour | Parijs-Nice | Tirreno-Adriatico | Ronde van Catalonië | Ronde van het Baskenland | Ronde van Romandië | Ronde van Polen | Benelux Tour |
| ---- | -------- | ----------- | ----------------- | ------------------- | ------------------------ | ------------------ | --------------- | ------------ |
| 2020 |          |             |                   |                     |                          |                    | 19e             |              |
| 2021 |          |             | 15e               |                     | 48e                      |                    |                 |              |
| 2022 |          |             |                   |                     |                          |                    |                 |              |
| 2023 |          | 23e         |                   | 66e                 |                          | opgave             | 42e             | 27e          |
| 2024 | 11e      |             |                   |                     |                          |                    | 39e             | 58e          |
| 2025 |          | 9e          |                   |                     |                          |                    |                 |              |

## Ploegen
- 2016 –  Team Joker Byggtorget (stagiair vanaf 27 juli)
- 2017 –  Joker Icopal
- 2018 –  Uno-X Norwegian Development Team
- 2019 –  Uno-X Norwegian Development Team
- 2020 –  Team Jumbo-Visma
- 2021 –  Team Jumbo-Visma
- 2022 –  Team Jumbo-Visma
- 2023 –  Jumbo-Visma
- 2024 –  INEOS Grenadiers
- 2025 –  INEOS Grenadiers

Abrahamsen · Foss · Kristiansen · K. Kulset · S. Kulset · Resell · Rudland · Saugstad · A. Skaarseth · I. Skaarseth · Sleen · Træen · Ullebø · Wærsted
Van Aert · Bennett · Bouwman · De Plus · Dumoulin · Eenkhoorn · Foss · Gesink · Groenewegen · Harper · Hofstede · Jansen · Kruijswijk · Kuss · Leezer · Lindeman · Martens · Martin · Pfingsten · Roglič   · Roosen · Teunissen · Tolhoek · Van der Hoorn · Van Emden · Vingegaard · Wynants
Van Aert · Affini · Bennett · Bouwman · Dekker · van Dijke (vanaf 5 september) · Dumoulin · Eenkhoorn · Van Emden · Foss · Gesink · Groenewegen · Harper · Hofstede · Van Hooydonck · Kooij (vanaf 18 februari) · Kruijswijk · Kuss · Leemreize · Martens (t/m 30 mei) · Martin · Oomen · Pfingsten · Roglič   · Roosen · Teunissen · Tolhoek · Vingegaard · Wynants (t/m 4 april)
Affini · Benoot · Bouwman · Dekker · Dennis · Dumoulin (tot 15/8) · Eenkhoorn · Foss   · Gesink · Harper · Hessmann · Hofstede · Kooij · Kruijswijk · Kuss · Laporte · Leemreize · Oomen · Roglič   · Roosen · Teunissen · Vader · Van Aert · Van der Sande · M. van Dijke · T. van Dijke · Van Emden · Van Hooydonck · Vingegaard · Gloag (stagiair)
Affini · Benoot · Bouwman · Dennis · Foss   · Gesink · Gloag · Hessmann · Hofstede · Kelderman · Kooij · Kruijswijk · Kuss · Laporte  · Leemreize · Oomen · Roglič   · Roosen · Tratnik · Vader · Valter · Van Aert · van Baarle · Van der Sande · M. van Dijke · T. van Dijke · Van Emden · Van Hooydonck · Vingegaard